# New Trolls

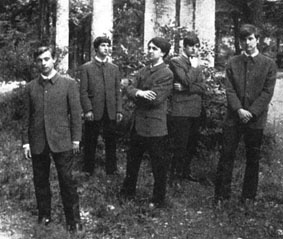
Uma das primeiras fotos da banda.

New Trolls é uma banda italiana de rock progressivo conhecida por sua fusão entre o rock e a música erudita. Sua história é marcada por várias mudanças na formação, no nome da banda e pelas diversas discussões entre os integrantes.

## História
A banda foi formada em meados da década de 1960 pelos músicos Vittorio de Scalzi (guitarra e vocal), Nico di Palo (guitarra e vocal), Mauro Chiarugi (teclado), Giorgio D'Adamo (baixo e vocal) e Gianni Belleno (bateria e vocal). Decidiram chamá-la New Trolls por causa do nome da ex-banda de um dos integrantes, The Trolls.
Após algumas ocasiões abrindo apresentações para os Rolling Stones, lançaram o single de estréia Sensazioni, em 1976, o primeiro de uma longa série de outros singles. A banda era considerada uma das melhores apresentações na Itália na época, o guitarrista Nico Di Palo, inspirado em Jimi Hendrix, foi um dos primiros guitar heroes italianos.
Em 1968, foi lançado o primeiro álbum da banda, Senza orario senza bandiera, que contava com letras compostas pela banda e pelo letrista Fabrizio De André. O álbum foi muito bem sucedido na época. O segundo álbum, auto intitulado, foi lançado em 1970, como uma compilação dos singles já lançados anteriormente. No final do mesmo ano Mauro Chiarugi deixou a banda, tornando a banda um quarteto.
Em 1971, lançaram o álbum que é atualmente considerado a marca da banda, Concerto Grosso N. 1, com arranjos clássicos escritos pelo compositor Luis Enriquez Bacalov. É considerado por críticos como um dos mais importantes lançamentos do rock italiano, por ser o primeiro esforço em misturar rock com música erudita realizado na Itália.
A segunda mudança na formação ocorreu em 1972, com a baixista Giorgio D'Adamo sendo substituído pelo ítalo-canadense Frank Laugelli. Com a nova formação lançaram Searching for a land, um álbum dúplo com algumas faixas ao vivo, gravado em sua maioria em inglês. O álbum não obteve sucesso, assim como a maioria dos álbuns de artistas do rock progressivo lançados em inglês. No mesmo ano ainda foi lançado Ut, introduzindo um som mais pesado da banda similar ao hard rock. Apesar da resposta positiva da crítica e do público, a banda foi dividida, com Di Palo e De Scalzi indo para caminhos musicais diferentes. Ações judiciais ocorreram pelo direito ao nome da banda. Di Palo e os outros três membros da banda formaram o Ibis, uma banda voltada ao hard rock. Vittorio De Scalzi formou a banda New Trolls Atomic System para evitar problemas contractuais.
O New Trolls Atomic System lançou seu primeiro álbum em 1973 com arranjos similares aos utilizados em Concerto Grosso N. 1. De Scalzi tocava flauta, teclado e guitarra nesse trabalho.
O segundo álbum Tempi dispari era totalmente instrumental, gravado sob influência do jazz rock, completamente oposto ao som do New Trolls. Incidentalmente, o nome da banda nesse álbum voltou a ser New Trolls.
O desapontamento por Tempi dispari acabou levando ao fim do New Trolls Atomic System. Surpreendetemente, De Scalzi reuniu-se novamente aos ex-colegas Di Palo e Belleno para uma reformulação do New Trolls. O baixista Laugelli também retornou à banda e o vocalista e guitarrista Ricky Belloni foi contratado para completar a formação. Lançaram então Concerto Grosso N. 2, recebendo críticas negativas da mídia. Posteriormente, a Magma Records lançou o álbum Concerto grosso per i New Trolls, contendo as duas obras reunidas em um só álbum.
Em 1976, De Scalzi fundou a gravadora Magma Records, no qual a banda lançou o álbum ao vivo New Trolls Live, contendo canções anteriores ao fim da banda e partes de Concerto Grosso No. 2.
Em 1978, o tecladista Girgio Usai entrou na banda, mas começaram a perder a trilha do rock para se voltar a um som mais pop, como evidenciado pelos hits Quella carezza della sera e Aldebaran. The New Trolls manteve-se ativo até o início da década de 1990, com novo término da banda.
A partir desse momento a banda apareceu esporadicamente na cena musical. Durante os anos 1990 Vittorio De Scalzi recrutou diversos músicos para realizar turnê em suporte das antigas canções da banda. Álguns relançamentos de álbuns também apareceram.
Em 1996, participaram do Festival de Sanremo com Umberto Bindi, interpretando a música Letti, de Renato Zero.
Em 1999, Di Aplo, Belloni e Belleno tentaram reagrupar a banda, mas entraram em conflito legal com De Scalzi.
Em 2001, foi lançado o álbum duplo La storia dei New Trolls creditado a De Scalzi. Gravado ao vivo, o primeiro disco contém regravações de canções antigas, enquanto o segundo contém a obra Concerto grosso per i New Trolls com a presença de uma orquestra completa.
Em 2002, a banda liderada por De Scalzi realizou turnê. Di Palo e os outros membros da banda reagruparam-se como Il Mito dei New Troll, realizando turnê.

## Integrantes
- Vittorio de Scalzi - guitarra e vocal
- Nico di Palo - guitarra e vocal
- Mauro Chiarugi - teclado
- Giorgio D'Adamo - baixo e vocal
- Gianni Belleno - bateria e vocal
- Frank Laugelli - baixo
- Ricky Belloni - guitarra
- Giorgio Usai - teclado

## Discografia
- 1968 - Senza orario senza bandiera
- 1971 - Concerto Grosso No. 1
- 1972 - Searching for a land
- 1972 - Ut
- Tempi dispari
- Concerto Grosso No. 2
- New Trolls Live
- 2001 - La storia dei New Trolls